# Kang Jae-Won
Kang Jae-Won (30 de noviembre de 1965) fue un jugador de balonmano surcoreano que jugó de lateral derecho o central. Fue un componente de la selección de balonmano de Corea del Sur. Su último club fue el Pfadi Winterthur suizo.
Con la selección ganó la medalla de plata en los Juegos Olímpicos de Seúl 1988, además de cinco medallas de oro en el Campeonato Asiático de Balonmano y dos medallas de oro y una de bronce en los Juegos Asiáticos.
En 1989 fue nombrado mejor jugador del mundo.
Después de retirarse como jugador ejerció como entrenador en el Pfadi Winterthur.

## Clubes

### Como jugador
- Grasshopper Club Zürich (1989-1992)
- Pfadi Winterthur (1992-2002)

### Como entrenador
- Pfadi Winterthur (2000-2002)
- Daido Steel (2005-2007)
- Selección femenina de balonmano de China (2007-2008)
- Selección femenina de balonmano de Corea del Sur

## Palmarés

### Grasshopper
- Liga suiza de balonmano (2): 1990, 1991

### Pfadi Winterthur
- Liga suiza de balonmano (6): 1994, 1995, 1996, 1997, 1998, 2002
- Copa de Suiza de balonmano (1): 1998